# Saint-Sébastien, Creuse
Saint-Sébastien este o comună în departamentul Creuse din centrul Franței. În 2009 avea o populație de 693 de locuitori.

## Evoluția populației
| An        | 1975 | 1982 | 1990 | 1999 | 2006 | 2009 |
| --------- | ---- | ---- | ---- | ---- | ---- | ---- |
| Populație | 973  | 854  | 736  | 705  | 689  | 693  |